# Moira 〜其れでも、お征きなさい仔等よ〜
『Moira 〜其れでも、お征きなさい仔等よ〜』（ミラ それでも、おゆきなさいこらよ）は、Sound Horizonの3作目のDVD作品。2009年3月25日にキングレコードから発売された。

## 概要
アルバム『Moira』の発売と共に2008年から2009年に開催されたコンサートツアー「Sound Horizon 6th Story Concert Moira 〜其れでも、お征きなさい仔等よ〜」の様子をDVD化。コンサートの映像は2009年1月に行われた追加公演のものが収録されている。
通常盤と初回限定盤があり、初回限定盤は特殊パッケージ仕様。箱がマトリョーシカ方式になっている。

## 収録曲

### Disc1
1. 冥王
2. 人生は入れ子人形
3. 神話
4. 運命の双子
5. 奴隷市場
6. 雷神域の英雄
7. 死と嘆きと風の都
8. 聖なる詩人の島
9. 遥か地平線の彼方へ
10. 死せる者達の物語
11. 星女神の巫女
12. 死せる乙女その手には水月
13. 奴隷達の英雄
14. 死せる英雄達の戦い
15. 神話の終焉
16. 神の光

### Disc2
1. Encore(2009.01.09)::朝と夜の運命
2. Encore(2009.01.09)::聖戦の【JCB HALL】
3. Encore(2009.01.09)::メンバー紹介
4. Encore(2009.01.09)::<ハジマリ>のクロニクル (それコラVer.)
5. Encore(2009.01.09)::即ち…光をも逃さぬ暗黒の超重力 (それコラVer.)